# Poker

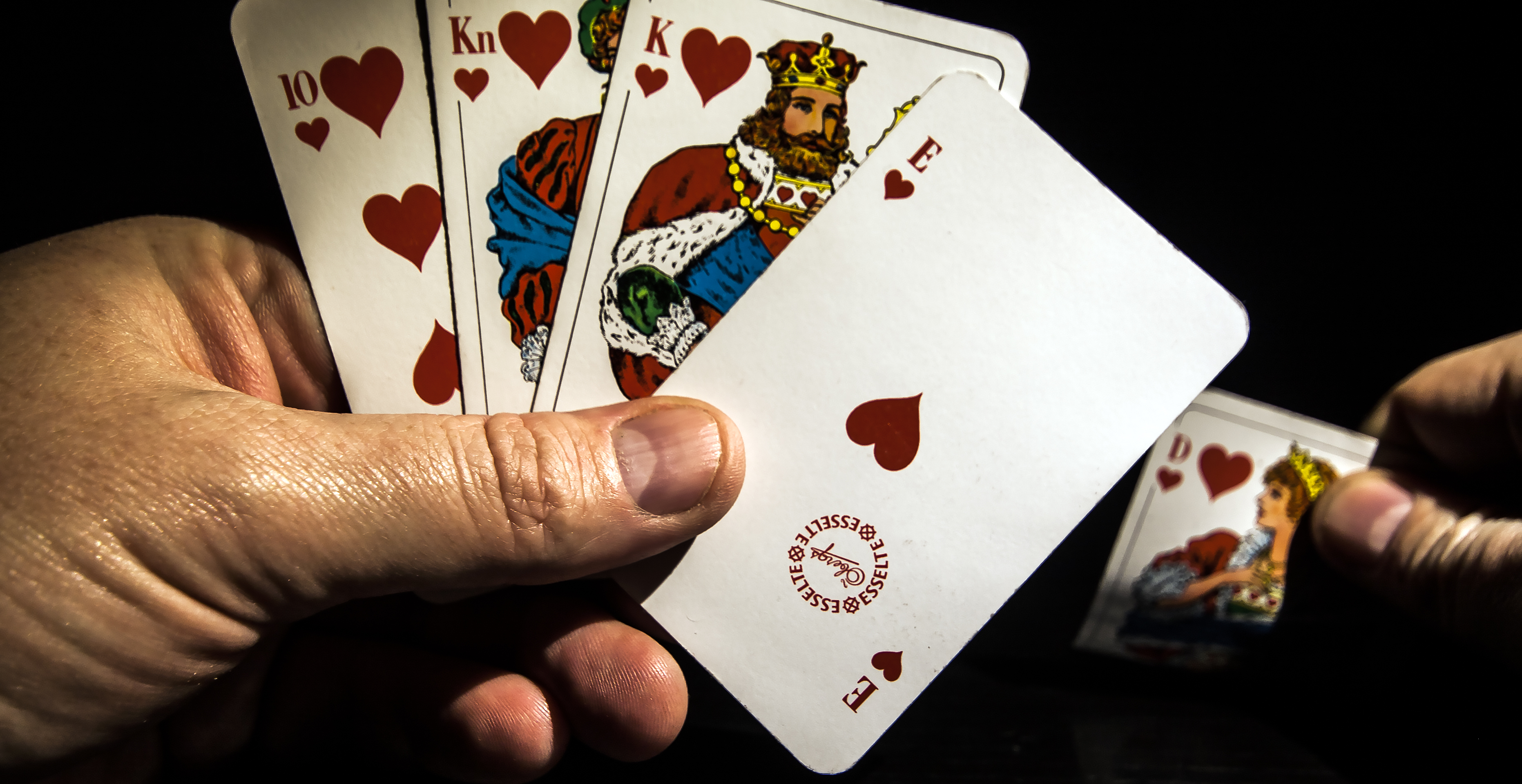
De fem högsta korten i samma valör bildar en royal flush, den bästa pokerhanden.

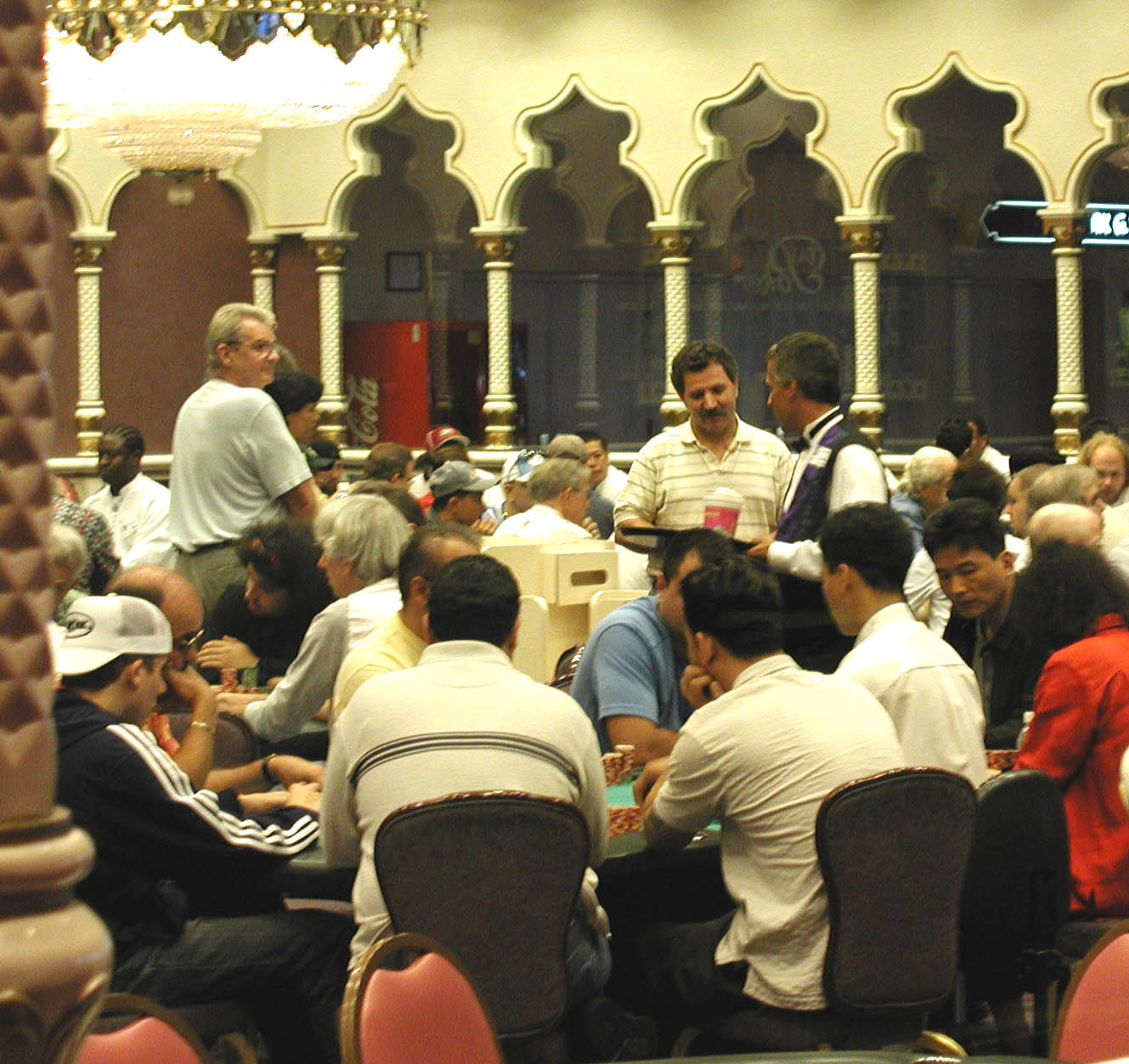
Pokerrum i kasinot Trump Taj Mahal, Atlantic City, New Jersey

Poker är en gemensam benämning för en rad olika kortspel som alla har ett gemensamt element av vadslagning.

## Inledning
Det finns vissa gemensamma drag hos genuina pokerspel. De är alla vadslagningsspel där deltagarna satsar pengar (eller något substitut för pengar) på vem som har eller kan få den bästa kombinationen av kort. Vilka kombinationer av kort som används, hur satsningarna går till och andra regler varierar mellan de olika spelformerna. Många pokerspel är mycket skicklighetskrävande och det arrangeras pokerturneringar i många länder. Man kan också spela poker på kasinon eller internet. Andra pokerspel spelas nästan bara privat i hemmen, "hemmapoker", och dessa varianter är ibland lite mer slumpmässiga och något mindre skicklighetskrävande. Det finns också vissa spel (inte sällan med ordet "poker" i namnet) som inte är riktiga pokerspel, men bygger på de kortkombinationer som används i poker. Exempel på sådana "oäkta" pokerspel är videopoker, hasardspel som Pai Gow-poker och Caribbean Stud Poker, samt skämtsamma saker som spritpoker och klädpoker. Tveksamma varianter (som kan ses som poker beroende på hur man definierar "poker") är Guts och Indianpoker (Enkortspoker). Några garanterat riktiga pokerspel listas längre ner på denna sida; ännu fler finns i artikeln pokerspel.
En pokerväska är en väska där man förvarar pokermarker, kort samt annat som behövs för att spela poker.
Poker ökade kraftigt i popularitet världen över under den så kallade pokerboomen 2003–2006.

## Grunderna

### Material

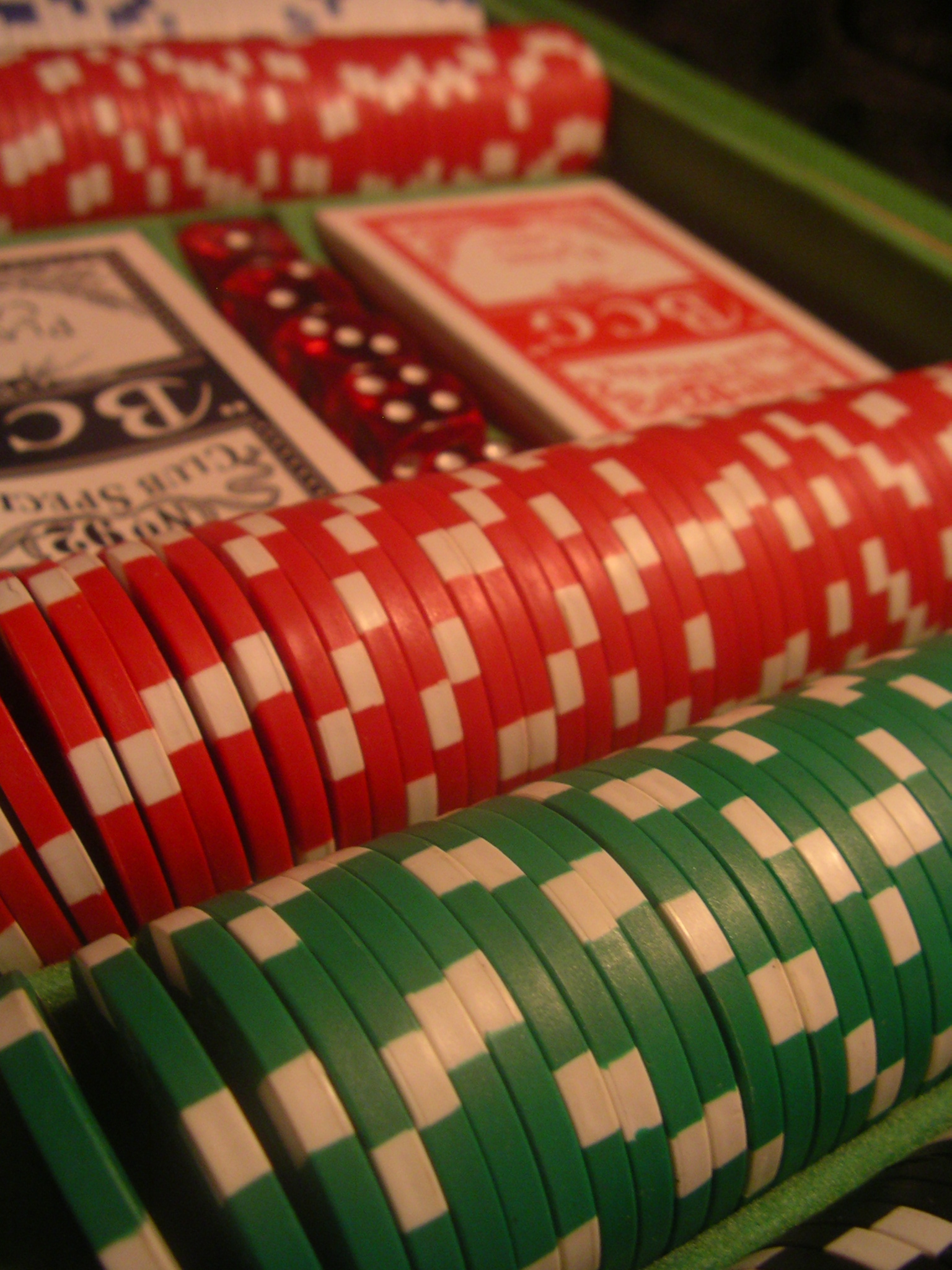
En väska med pokermaterial.

Knapp, dealer button eller bara button är ett föremål som oftast används inom kortspelet poker. Dess funktion är att hålla reda på vem som är giv i ett aktuellt spel även då det tekniskt sett inte är given som delar ut korten. Funktionen är då i vilken ordning spelarna skall lägga sina bud (bet).

### Regler[5]
Reglerna som ges nedan är allmänt hållna och gäller för de flesta av de vanligaste spelformerna. Observera att man inte kan spela poker bara för att man känner till dessa grundläggande principer, man måste också lära sig detaljreglerna för den spelform man vill spela. För utförligare beskrivningar, se artiklarna om de enskilda spelen. Man måste också kunna reglerna för satsandet, hur visningen går till samt pokerhänderna och deras rangordning. Läs också artiklarna om tvångssatsning, position och inköp. I pokersammanhang som denna text används särskilda engelska bokstavsförkortningar för valörerna: A=ess, K=kung, Q=dam, J=knekt, T=tia, 9, 8, 7, 6, 5, 4, 3 och 2. Läsaren förutsätts också känna till vanliga kortspelstermer som valör och färg etc.
Poker är en kombination av kortspel och vadslagningsspel som spelas mellan två eller flera deltagare. Man spelar med en vanlig fransk-engelsk kortlek med 52 kort. Valörernas rangordning är den vanliga, och ess kan räknas både högt och lågt. Varje deltagare spelar för sig själv, lagspel är ej tillåtet. Under pågående giv får kvarvarande deltagare inte utbyta information om vilka kort de sitter med. Varje deltagare har från början en uppsättning marker (jetonger, chips), och det går ut på att vinna så mycket marker som möjligt. Markerna kan ha olika valörer och normalt motsvarar de vissa belopp i riktiga pengar. I privata partier spelar man ofta med pengar direkt.
Ett parti består av ett antal givar (omgångar) som spelas efter varandra. Alla behöver inte deltaga i varje giv, och mellan givarna har spelarna alltid rätt att lämna partiet samtidigt som nya deltagare kan ansluta sig (utom i en turnering). I varje giv kan de som deltar göra insatser med sina marker som efter varje avslutad satsningsrunda hamnar i en gemensam pott. Efter varje giv ges potten till den eller de som vinner given. Det man satsar på är att man har eller kan få den bästa kombinationen av kort, en så kallad pokerhand. I poker spelar man inte med korten som i vanliga kortspel. Oftast gör man inte så mycket alls med dem förutom att dela ut dem och titta på dem. Det man framför allt gör under spelets gång är att spekulera i olika kortkombinationers värde. Spekulationerna manifesteras i satsandet av marker. Exakt hur satsningarna går till är fastslaget i reglerna för satsningsrundorna.
När man i en giv tror att man inte har någon rimlig chans att vinna kan man lägga sig, vilket innebär att man oåterkalleligt säger upp sitt intresse i potten samtidigt som man slipper betala mer till den. Har man väl lagt sig får man inte sedan satsa mer i samma giv. Om man å andra sidan tror att man kommer att vinna potten vill man att den ska bli så stor som möjligt och då gäller det att få andra att bidra till att potten växer. Ett sätt kan vara att höja satsningsbeloppet så att det blir dyrare för de andra att stanna kvar i spel. Man vill att de potter man vinner ska bli så stora som möjligt samtidigt som man bidrar med så lite som möjligt till de potter andra spelare vinner.
Spelets kort är gemensamma (då läggs de på bordet) eller privata (då ges de till var och en). Privata kort kan också vara öppna (de ligger uppslagna på bordet så att alla ser den spelarens kort) eller slutna (efter spelaren sett korten läggs de på bordet med baksidan upp eller hålls så att ingen annan ser). Efter utdelandet hålls en satsningsrunda där spelarna nu får möjlighet att satsa marker på sina kort. Man kan bara satsa på sin egen hand. Man kan inte satsa och vinna på att någon annan vinner given. 
I de flesta pokerformer sker sedan ytterligare någon slags manipulering av korten eller utdelande av fler kort. Till exempel kan spelarna tillåtas byta ut några kort mot nya, nya gemensamma kort kan tillkomma, de kan få nya privata kort. Efter detta hålls en andra satsningsrunda.
Given fortsätter på detta sätt: efter varje manipulering/kortutdelande hålls en ny satsningsrunda. Antalet satsningsrundor och exakt vad som sker mellan dem varierar mellan de olika spelen. Minst en satsningsrunda måste hållas för att det ska bli meningsfullt, och det är sällan fler än fem. Exakt hur satsningarna går till förklaras i artikeln om satsningsrundor.
En giv kan sluta på två sätt: 1. En spelare vinner potten genom att de andra lägger sig. Detta kan ske även innan alla satsningsrundor har avverkats. I detta fall får vinnaren hela potten utan att behöva visa sina kort. Sedan flyttas knappen ett steg medsols och nästa giv börjar. 2. Fler än en spelare är kvar efter sista satsningsrundan. Då sker en så kallad visning (showdown) där de som är kvar måste visa sina kort för att kunna ta hem potten. Exakt hur visningen går till förklaras i artikeln om visning. Det kan hända att potten delas mellan flera spelare om det vid visningen visar sig att flera har exakt lika bra händer. När vinnaren eller vinnarna fått markerna i potten flyttas knappen ett steg medsols och nästa giv börjar.
När en spelare har för lite marker kvar för att syna och har gått all-in används en sidopott. Detta innebär att insatser och höjningar som överstiger spelarens all-in läggs i en sidopott som då inte kan vinnas av den spelaren.

## Poker i Sverige
Det fanns fyra kasinon i Sverige där det gick att spela poker. De ägdes av bolaget Casino Cosmopol, ett dotterbolag till Svenska Spel. De fanns i Malmö, Göteborg, Sundsvall och Stockholm. Under 2020-talet lades dessa kasinon ner. Den sista att stänga var kasinot i Stockholm, vilket skedde i april 2025.
Nätpokern var under en lång period olaglig i Sverige men har blivit legaliserad.
Sedan 2004 finns den ideella föreningen Svenska Pokerförbundet, som tagit fram rikslikande tävlingsregler.

## Turneringar
En pokerturnering går till så att alla deltagare betalar en bestämd summa pengar och får ett bestämt antal marker. Sen spelar man tills endast en spelare har marker kvar. Spelarna rangordnas i den motsatta ordningen som de slogs ut. De bäst placerade delar vinstpotten enligt någon modell som har bestämts i förväg. Det finns också pokerturneringar där det är gratis att delta, så kallade freerolls. Där betalar man inte något för att delta i turneringen eftersom arrangören istället skjuter till pengar ur egen ficka till vinstpotten.

## Pokerteori
Poker är mer avancerat än vad man i förstone kan tro. En förklaring till detta är att både psykologiska och matematiska aspekter av spelet samverkar. Det handlar inte bara om att vänta in lägen som statistiskt sett är mycket fördelaktiga, utan även om att skaffa sig fördelar genom att få de andra att tro att en viss situation föreligger. När man avger sina bud i satsningsrundorna lämnar man samtidigt ut viktig information till de andra om sina kort. Har man en nästan säker vinnarhand kan man frestas att satsa frenetiskt samtidigt som det riskerar att skrämma bort andra spelare som inser detta och lägger sig. Då blir potten kanske ändå inte så stor som den hade kunnat bli om man hade gått lugnare fram. Att spela väldigt irrationellt är inte heller bra, det vill säga att ofta satsa och höja på skräpkort eller ofta behandla de bra korten blygsamt. De andra spelarna kommer visserligen att få svårt att lista ut vad man sitter med för kort när man avger sina bud, men man kommer ändå att förlora i längden på att potterna inte blir stora när man vinner och man kommer att slösa bort onödigt mycket när någon annan är favorit till potten. Alltså handlar det om att hitta en balansgång mellan att spela lagom vilseledande och lagom statistiskt rätt så att man inte slösar eller missar gynnsamma lägen.
Poker har tack vare sin komplexitet och sitt djup visat sig vara ett utmärkt studieobjekt i spelteori. Poker har kopplingar till ekonomiska teorier där aktörer på en marknad fattar beslut med bristfällig information. En stor och svår utmaning för forskare inom artificiell intelligens är att konstruera datorprogram som klarar av att mäta sig med de bästa mänskliga spelarna. För att bli riktigt bra på poker måste man spela mycket och därigenom få erfarenhet av en massa olika situationer.
Checkhöjning, checkraise,  förekommer i olika former av kortspelet poker. En av de första att agera i en spelrunda kan avstå från att lägga pengar i potten (check), för att senare höja om någon som sitter efter i rundan lägger i pengar. Syftet med detta är att lura en annan spelare med en svagare hand att satsa pengar.

## Fusk och oärligt spel
Pokerspelaren och författaren Barry Greenstein tycker att pokerspel generellt sett brukar vara ärliga men att det ändå är bäst att vara på sin vakt när man spelar poker oavsett om det sker på ett övervakat casino, hemma hos någon eller på internet. Det är attraktivt att fuska i spel med höga insatser eftersom den möjliga vinsten är stor, men samtidigt är det ofta svårare att lura de erfarna pokerspelare som vanligtvis spelar på en hög nivå.
Fusk i livespel kan ske genom att korten är märkta eller blandas dåligt. Det kan också förekomma kameraövervakning och kommunikation genom dolda öronsnäckor. Fusk kan också ske genom att spelare signalerar information om sina händer till varandra och använder informationen för att påverka satsningsrundan på ett för dem fördelaktigt sätt. I turneringar kan spelare med stor stack "ge" bort marker till spelare med mindre stack. Det har också förekommit att spelare i en turnering när de har mycket marker plockar undan några marker för att i en senare turnering, när de har färre marker plocka fram dem igen. Ett sätt att upptäcka den sortens fusk är att alltid räkna summan av markerna efter finalbord och se efter att den stämmer överens med antalet spelare och antalet startmarker.

## Pokerspel på nätet
Under 2000-talet har en stor del av alla pokerpotter ägt rum på Internet. Så kallad "nätpoker" har särskilt under 2000-talet blivit ett populärt sätt att spela poker. Ett av de första pokerrummen som erbjöd spel hette PokerStars och är idag ledande inom området. Även Svenska Spel startade 2004 ett virtuellt pokerrum. Tusentals spelare är varje dygn inloggade på olika pokerrum där de spelar både om låtsaspengar och riktiga pengar. Skillnaden gentemot ett vanligt casino är att pokerspel på nätet är anonymt och att utdelningen av kort är inbyggt i mjukvaran.

## Lagstiftning om poker
Lagstiftning som behandlar pokerspelande i Sverige är bland annat lotterilagen samt bestämmelserna i brottsbalken om förbud mot dobbleri.

## Varianter av poker[11]
De vanligaste spelen på kasinon är Texas hold'em, Omaha hold'em och Seven card stud (sjustöt). Mindre vanliga men förekommande är mörkpoker, lowball, Five card stud och sökö.
Även följande varianter av pokerspel finns men spelas oftast inte i kasinon: 
- Kinesisk Poker - Spelas med fyra spelare med tretton kort vardera.
- Anaconda
- Crazy Pineapple
- Pai Gow-poker - är baserad på det kinesiska dominospelet Pai Gow.
- Klädpoker

### Dealer's choice
Dealer's choice är ett sätt att spela poker där den som är giv inför varje omgång får välja vilket pokerspel som ska spelas. Man kommer överens om i förväg vilka spel man får välja bland. Det är dock lämpligt att ha samma satsningsstruktur över hela partiet. Dealer's choice kan förekomma på kasinon.

## Berömda pokerspelare
| - Viktor Blom - Doyle Brunson - Johnny Chan - T.J. Cloutier - Annie Duke | - Tom Dwan - Chris Ferguson - Gus Hansen - Jennifer Harman - Phil Hellmuth | - Liv Boeree - Christer Johansson - Martin de Knijff - Phil Ivey - Ken Lennaárd | - Chris Moneymaker - Johnny Moss - Daniel Möller - Daniel Negreanu - Puggy Pearson | - Amarillo Slim Preston - Chip Reese - Erik Sagström - David Sklansky - Stu Ungar |